# Still Going Strong
Still Going Strong è l'undicesimo album in studio del gruppo heavy metal canadese Anvil, pubblicato nel 2002.

## Tracce
1. Race Against Time – 4:36
2. In Hell – 4:20
3. Holy Wood – 3:29
4. Still Going Strong – 3:42
5. Don't Ask Me – 4:40
6. Waiting – 4:27
7. White Rhino (Instrumental) – 5:20
8. What I'm About – 4:39
9. Sativa – 3:12
10. Defiant – 4:04